# يويس ساستري
يويس ساستري ريوس (بالإسبانية: Lluís Sastre Reus) (مواليد 26 مارس 1986 - بينيساليم ، إسبانيا) لاعب كرة قدم إسباني ، يلعب في مركزي خط الوسط المحوري والدفاعي، ويلعب حاليًا لنادي ليغانيس الإسباني.

## روابط خارجية
- يويس ساستري على موقع قاعدة بيانات كرة القدم.إي يو (الإنجليزية)
- يويس ساستري على موقع Soccerbase.com (لاعب) (الإنجليزية)
- يويس ساستري على موقع Soccerway.com (الإنجليزية)
- يويس ساستري على موقع AS.com (الإسبانية)